# Karembo

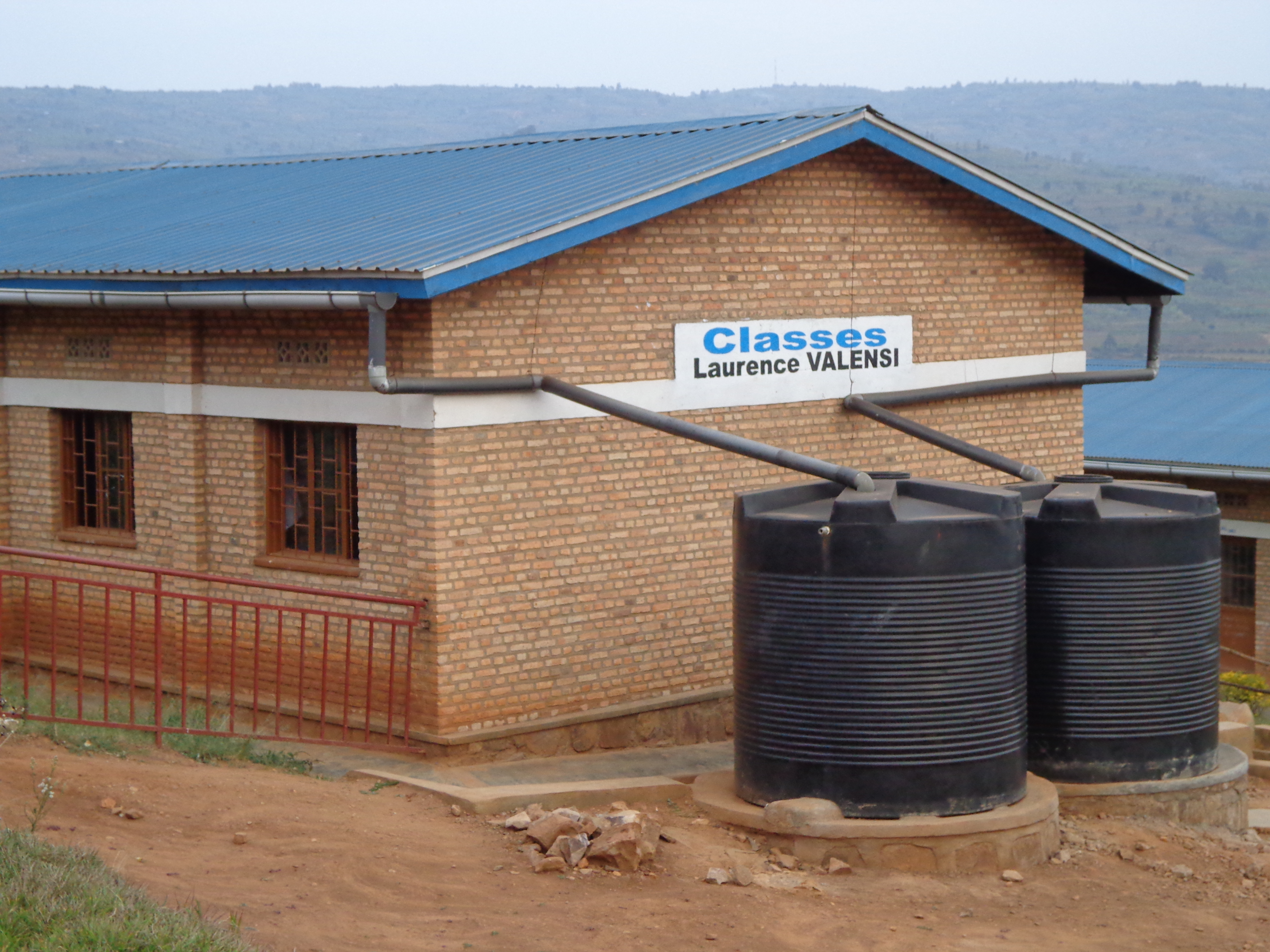
Zisternen zum Auffangen von Regenwasser, das auf die Dächer der Klassenzimmer fällt (Sancta Maria Schule in Karembo)

Karembo ist ein Sektor im Norden des Distrikts Ngoma in der Ostprovinz von Ruanda.

## Geographie
Der Sektor Karembo hat eine Fläche von 36,9 km² und liegt auf einer Höhe von etwa 1560 m. Er setzt sich von Norden nach Süden aus den drei Zellen Nyamirambo, Karaba und Akaziba zusammen. Im Norden liegt der Sektor am Mugesera-See. Angrenzende Sektoren innerhalb des Distrikts sind Rurenge im Osten, Gashanda im Süden und Zaza im Westen.

## Bevölkerung
Karembo ist der bevölkerungsärmste Sektor des Distrikts. Nach Stand der Volkszählung von 2022 liegt die Einwohnerzahl bei 17.726. Zehn Jahre zuvor waren es 14.902, was einem jährlichen Bevölkerungszuwachs von 1,8 Prozent zwischen 2012 und 2022 entspricht.

## Verkehr
Durch den Sektor läuft die District Road 69, die jedoch Stand 2022 nicht asphaltiert ist.